# Дубравка Мазовецька
Дубравка (Гелена?) (нар. бл. 1230 р., пом. 1265 р.) — мазовецька княжна, володимирська княгиня з династії П'ястів.
Вона була донькою Конрада I, князя Мазовецького, та Агафії, княгині Новогрудської, доньки князя Святослава Ігоревича, який правив Новгородом Сіверським, а наприкінці свого життя також Перемишлем. Її ім'я було в честь Дубравки, дружини Мєшка I.
Найпізніше на межі 1246/1247 рр вона стала другою дружиною Володимирського князя Василька, що підтверджено папською буллою від 5 грудня 1247 р., в якій Інокентій IV визнав їхній союз дійсним, хоча сторони були троюрідними братом та сестрою (обидва були правнуками князя Болеслава III Кривоустого).
У подружжя було двоє дітей: син Володимир-Іван і донька Ольга, дружина чернігівського князя Андрія.
Іпатіївський літопис, датований 6773 (1265), повідомляє про смерть дружини Василька, називаючи її Оленою.

## Виноски
1. ↑  Grzegorz Pac: Kobiety w dynastii Piastów. Rola społeczna piastowskich żon i córek do połowy XII wieku — studium porównawcze. Toruń: Wydawnictwo Naukowe Uniwersytetu Mikołaja Kopernika, 2013, s. 507—508.
2. ↑  D. Dąbrowski — Małżeństwa Wasylka Romanowicza, problem mazowieckiego pochodzenia drugiej żony, w: Europa Środkowa i Wschodnia w polityce Piastów, red. Krystyna Zielińska-Melkowska, Toruń 1997, s. 221—233.
3. ↑  O. Balzer, Genealogia Piastów, Kraków 1895, s. 329.